# Supercopa d'Espanya de futbol 1992
La Supercopa d'Espanya de 1992 va ser un matx de futbol espanyol a dos partits jugats el 28 d'octubre i l'11 de novembre de 1992. El van disputar l'Atlètic de Madrid, que va ser guanyador de la Copa d'Espanya 1991–92, i el Barcelona, que va guanyar la Lliga espanyola 1991–92. El Barça va guanyar 5–2 en el global.

## Detalls del matx

### Anada
| FC Barcelona                       | 3–1 | Atlético Madrid |
| ---------------------------------- | --- | --------------- |
| Salinas 64' · Begiristain 73', 85' |     | Ferreira 16'    |

### Tornada
| Atlético Madrid | 1–2 | FC Barcelona                    |
| --------------- | --- | ------------------------------- |
| Manolo 30'      |     | Begiristain 21' · Stoichkov 57' |

## Campió
| Campió de la Supercopa d'Espanya 1992 |
| ------------------------------------- |
| FC Barcelona 3r títol                 |